# 科罗阿杜斯
科罗阿杜斯是巴西圣保罗州的一个市镇。总面积246.544平方公里，总人口6129人，人口密度24.8人/平方公里。